# Бгоджа Парамара
Бгоджа Парамара (*परमार भोज, д/н —1055 або 1060) — магараджа Мальви у 1010–1060 роках, поет, вчений, покровитель мистецтв.

## Життєпис
Походив з впливового раджпутського клану Парамара. Син Сіндхураджи, який створив потужну державу на північному сході Індостану. У 1010 році успадкував трон.
Першим своїм завданням він поставив боротьбу проти Західних Чалук'їв. Для цього вступив у союз з державою Чола та Калачурами. Спочатку зазнав поразки від армії Чалук'їв, втративши основні свої міста Манду та Удджайн, а незабаром й столицю Дхар. Втім атаки союзника Бгоджи — Раджендри Чоли I змусили ворогів відступити. Після цього Бгоджа повернув собі усі землі та міста.
Після цього з успіхом воював проти союзників Західних Чалук'їв — інших раджпутських кланів. У Чітракутів відняв важливу фортецю Чітор, у Сісодіїв — Медгапатху (сучасний Мевар). Зрештою йому стало належати значні землі у Раджастхані, Малві, Гуджараті.
У 1026 році разом з представниками раджпутського клану Соланкі став відроджувати храм у омнатхі, що було зруйновано Махмудом Ганеві у 1024 році. Відбудова тривала до 1042 року. В цей же період з успіхом воював проти Махмуда Газневі, який хотів вдертися до Раджастхана через пустелю Тар. Після цього Бгоджа завдав поразки небожеві Махмуда — Салару Масуду Газневі у битві при Баграйчі. Слідом за цим в союзі з іншими раджпутами відвоював у мусульман Хансі, Тханесар, Нагаркот й взяв в облогу Лахор. Втім Бгоджа погиркався з іншими раджпутами з приводу розподілу майбутньої здобичі. Внаслідок цього розпочалася його війна з колишніми союзниками.
Бгоджа вів запеклі війни з кланами Чагаманів, Чанделів. Зрештою під час війни з кланами Калачура і Чаулук'я Бгоджа Парамара загинув. Це сталося приблизно у 1055 або 1060 році.

## Культура
Був великим шанувальником мистецтва, поезії. за його наказом побудовані численні індуїстські храми. Найбільш вражаючим є храм Шиві у Бходжпурі (місто було засновано також Бгоджею).
Був покровителем численних письменників, поетів, серед яких найбільш відомим є джайніст Дганапала. Крім того, Бгоджа сам був поетом, а також складав твори з медицини, філософії, йоги, ветеринарії, фонетики, стрільби з лука. Загалом в його доробку 84 наукових твори. Найзначущими є «Сарасватікантхабхарана» — з граматики та фонетики; «Нджалі-йога-сутрі-бхашья» — трактат з йоги; «Самарангана Сутрадгара» — трактат з будівництва; «Дгармашастравр'ітті» — трактат з права; «Чампу Рамаяна» — поетична збірка на мотиви «Рамаяни».
За його часи столицю Дгар перетворився у своєрідний освітній центр Індії. Палаци слугували щалами для дискусій, храми були коледжами.